# 권인지
권인지(1977년 10월 1일 ~ )는 한국의 여자 성우다. 2007년 대교방송 성우극회5기로 입사했다.

## 주요 활동작

### 애니메이션
- 웰컴 투 동물농장(챔프) - 물루
- 케이온(애니맥스) - 노도카/쥰
- 헌터X헌터 리메이크(애니맥스) - 미르키 조르딕,카르트 조르딕
- 카드파이트!! 뱅가드(카툰네트워크) - 박태양
- 우주에서 온 모자코 2기(애니맥스) - 미나 엄마 외
- 흑집사(애니박스) - 안젤라
- 날아라 방울방울 친구들(카툰네트워크, 투니버스) - 그린티 / 군침군
- 레츠코 테피(카툰네트워크) - 오미리
- 파워레인져 와일드 스피릿(대원방송) - 나츠메
- 짱구는 못말려 극장판 - 액션가면과 그래그래대마왕(챔프) - 장미꽃소녀단
- 해피럭키 깜짝맨(카툰네트워크) - 천녀테라
- 엄마찾아 삼만리(카툰네트워크) - 파브로
- 요절복통 지구마을(카툰네트워크) - 꼬마시인
- A.T.O.M(챔프TV) - 마그네스
- 미시밀라(챔프TV) - 피불
- 카페타(카툰네트워크) - 민구,원돌이
- 트랜스포머 애니메이티드(카툰네트워크) - 텔레트란
- 딱따구리(카툰네트워크) - 앤디
- 헬로키티 우사하나(카툰네트워크) - 로즈
- 까꾸의 일기(대교방송) - 까꾸
- 델토라 퀘스트(애니맥스) - 피리
- 네기마!?(애니맥스) - 마키에 / 마도카 / 모츠
- 애니다큐 그림여행(대교방송) - 바람의소년 윈
- 코에다짱(대교방송) - 애리/ 토토
- 내 친구 자루(MBC)
- 은하의 일기(MBC) - 은하
- 천하태평 노노짱(어린이TV) - 광수 / 지하인
- 우리는 명탐정(MBC)
- 우주에서 온 모자코(애니맥스) - 미나 엄마
- 날아라 방울방울 친구들(카툰네트워크) - 그린티 양
- 수퍼멍멍이 레츠고 테피(카툰네트워크) - 오미리
- 동화 속 과학탐험(SBS)
- 골판지 전사 더블(투니버스)
- 명탐정 코난(애니맥스) - 정혜라
- 꿈의 전시 드림 디펜더즈(어린이TV) - 터커
- 내꺼야 폴록(MBC) - 통통
- 비밀♥비밀의 에그엔젤 코코밍(디즈니채널) - 영우

### 애니메이션 영화
- 짱구는 못말려 극장판(챔프) - 장미꽃 소녀
- 더 무비 케이온 - 노도카/쥰
- 팬더와 친구들의 모험(MOVIE) - 가게 아줌마

### 영화
- 벤10: 과거로의 질주 (카툰네트워크) - 여자 관객

### 내레이션
- 진짜사나이 여군특집 (MBC)
- 백상예술대상 시상식 (JTBC)
- 좋은 아침 (SBS)
- 생활의 발견 오감도 (KBS2)
- 헬로베이비 B1A4 (KBS joy)
- 하나뿐인 지구 - 패스트패션이 말해주지 않는 것들 (EBS)
- E NEWS (tvN)
- 버킷리스트 2 - 소원을 말해봐 (MBCqueen)
- 겟 잇 스타일(온스타일)
- 포토캠핑로그 (온스타일)
- 도전수퍼모델코리아 1 스페셜에디션(온스타일)
- 디자이너스 쇼룸(온스타일)
- 여신밴드 (XTM)
- men's apps (XTM)
- 테이스티로드 1 (올리브TV)
- 푸드에세이 스페셜에디션 (올리브TV)
- 헬로우 비타민스타 (JTBC)
- 스타일쇼 이혜영의 여자& (TV조선)
- 스타일 원더랜드(엘르TV)
- 왓츠 핫 앤뉴(채널동아)
- 2010 미스유니버시티 선발대회(채널동아)
- 상식의여왕 시즌 1/2 (GTV)
- 2010 신인모델선발대회 (GTV)
- 2010 S/S 서울패션위크(GTV)(온스타일)
- 시청자제안 입법예고 (국회방송)
- TV닥터 (대교방송)
- 장종호박사의 건강30 (대교방송)
- 화재집중 현장속으로 (리빙TV)
- 동서양의 공존 터키, 이스탄불(리빙TV)
- SBS 연예대상 (SBS)

### 광고
- 신한카드 / 라이나생명 / 새마을금고 / 엘레강스 스포츠 / 동남보건대학교 외

### 게임
- 미션 아르피아(엔씨소프트)
- 리니지 포에버(엔씨소프트)
- 월드오브워크래프트 판다리안의 안개(블리자드)

### 블로그
- http://blog.naver.com/ingii